# Telicota ternatensis
Telicota ternatensis es una especie de mariposa, de la familia de los hespéridos.

## Distribución
Pythonides grandis tiene una distribución restringida a la región Neotropical y ha sido reportada en Perú, Brasil, México, Pará, Amazonas.

Plantas hospederas
No se conocen las plantas hospederas de T. ternatensis.